# Bradley Beach
Bradley Beach est un borough situé dans le comté de Monmouth, dans l'État du New Jersey, aux États-Unis.

## Personnalités
- Isaac Schlossbach (1891-1984), explorateur polaire, sous-marinier et pionnier de l'aviation américain, est né à Bradley Beach.